# きょしちょう座47
きょしちょう座47（NGC 104、Caldwell 106、、Melotte 1）は、きょしちょう座にある球状星団である。実視等級が4.0等と明るく、ケンタウルス座のω星団とともに肉眼で見ることができる球状星団の一つである。

## 概要
1751年にニコラ・ルイ・ド・ラカーユによって星表に記されるまではヨーロッパ人には知られていなかった。この星団の視直径はほぼ満月の大きさに等しい。天球上では同じきょしちょう座の小マゼラン雲のごく近くに位置するが、小マゼラン雲（距離約20万光年）に属する天体ではない。
星団の中心部に非常に明るく高密度の中心核を持つことで知られている。また、22個のミリ秒パルサーが存在することが分かっている。

## 名称
初めは恒星として「きょしちょう座47番」という番号が与えられて星表に記載された。これ以来、球状星団であることが分かった現在でもこの名前で呼ばれている。なお「47」という番号は、ヨハン・ボーデが1801年に刊行した Allgemeine Beschreibung und Nachweisung der Gestirne の中で付けられた番号であり、フラムスティード番号ではない。

## 位置図

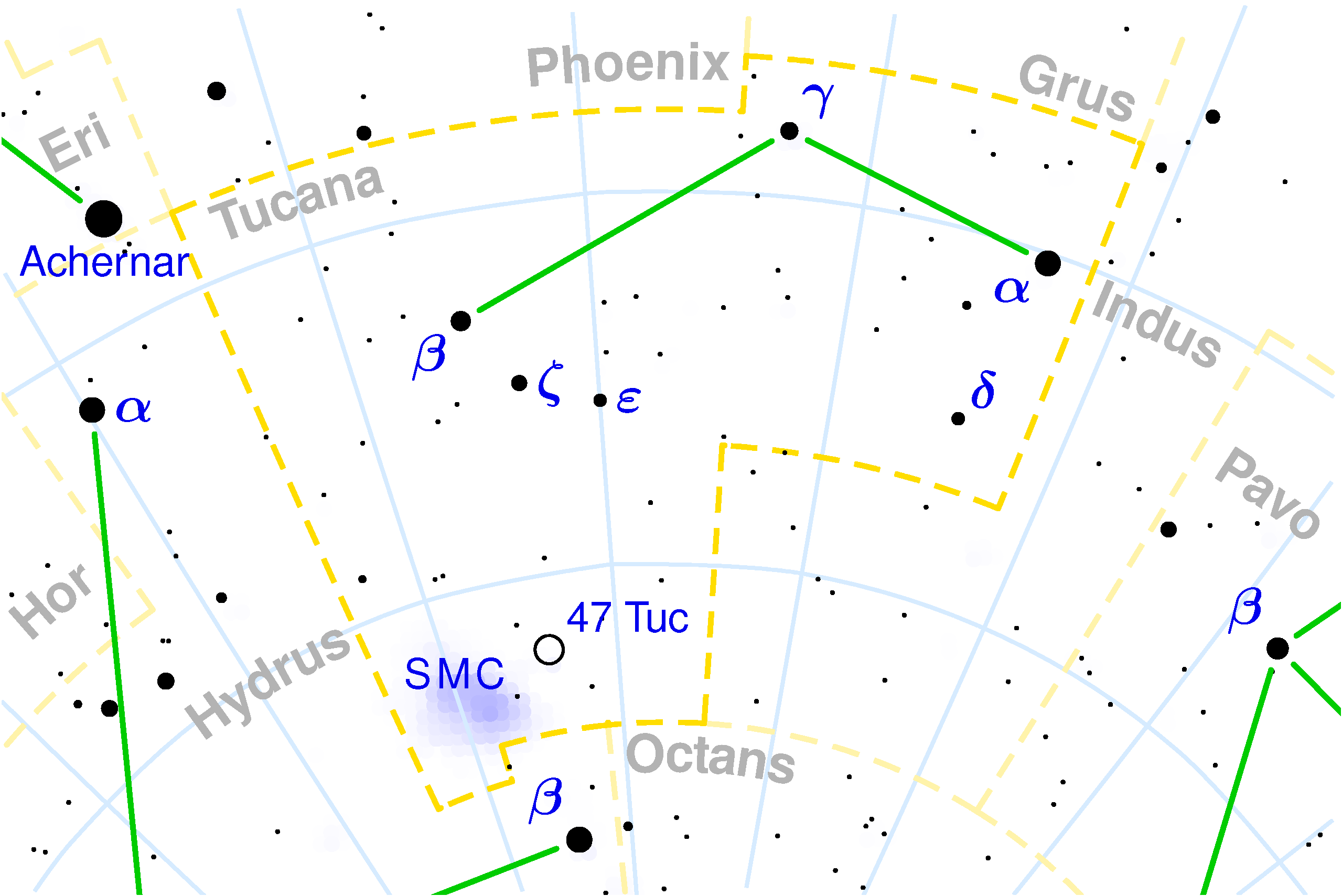
47 Tucがきょしちょう座47。